# Erzherzog-Johann-Klause

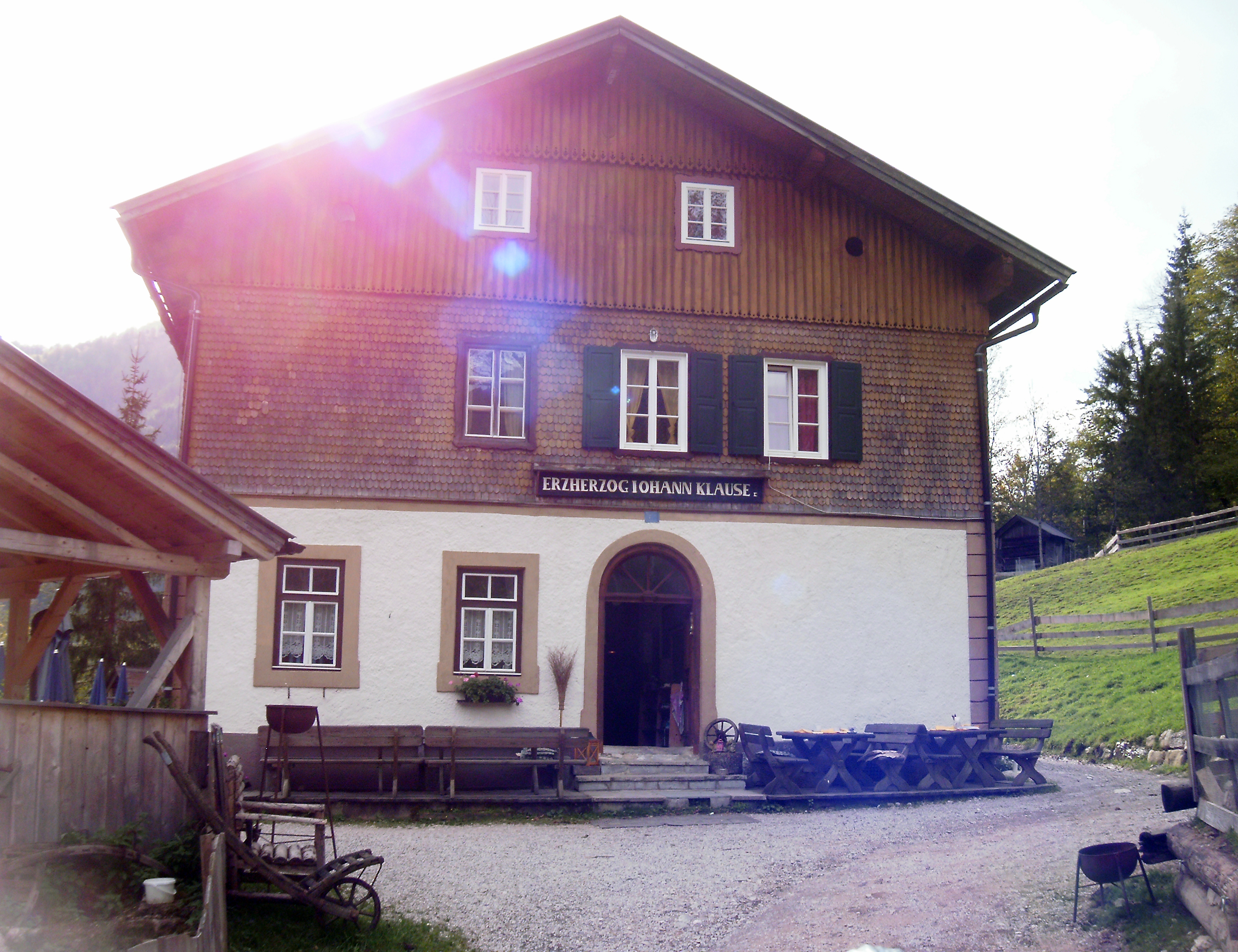
Gebäude der Gaststätte

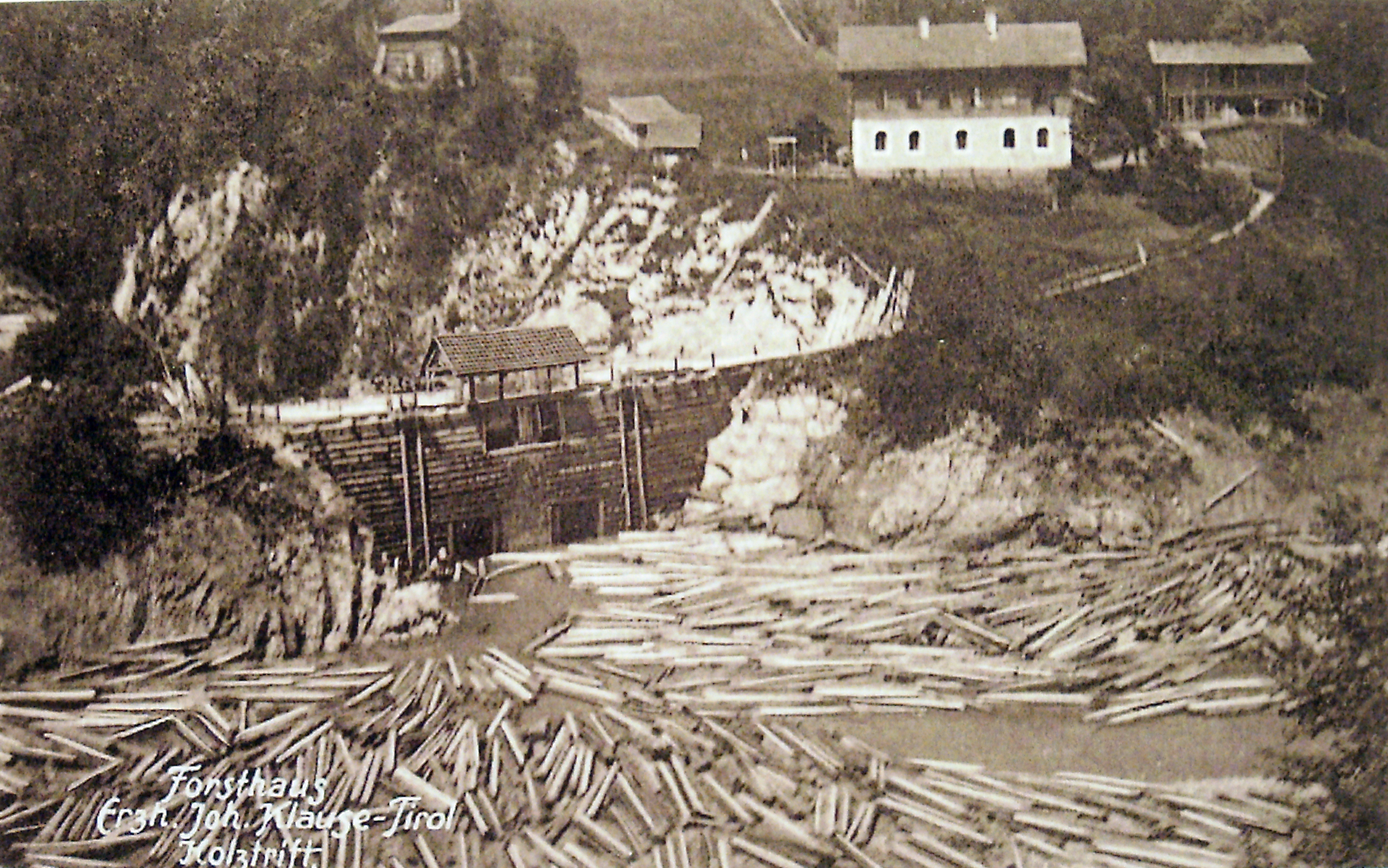
Die Klause vor 1953

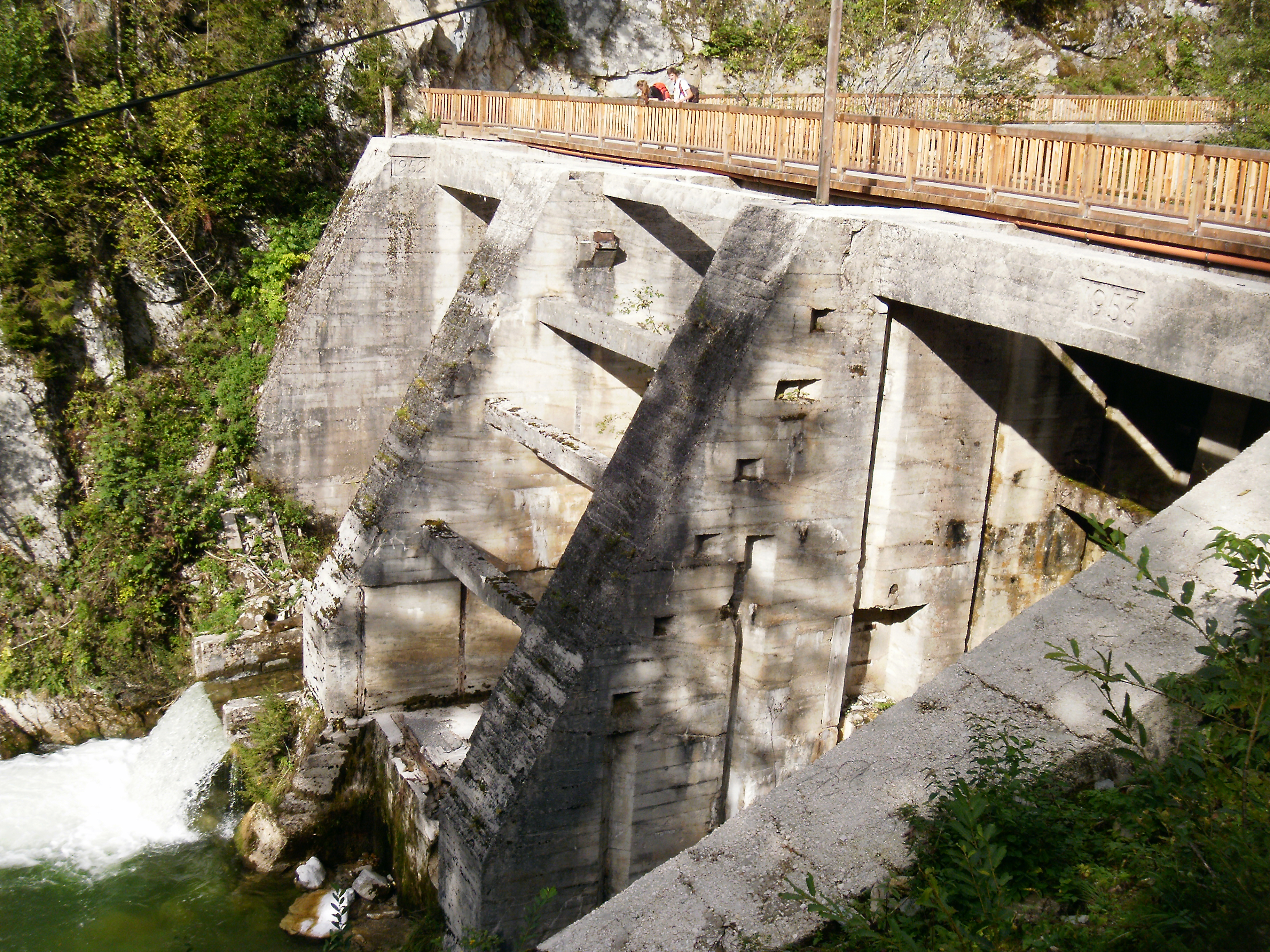
Das heutige, 1953 errichtete Betonsperrwerk

Die Erzherzog-Johann-Klause war eine Stauanlage an der Brandenberger Ache und ist heute eine Ausflugsgaststätte in Brandenberg in Tirol, nahe der bayerischen Grenze. Sie liegt in einem Gebirgstal zwischen den Brandenberger Alpen im Süden und den Schlierseer Bergen im Norden auf einer Höhe von 814 m ü. A. nahe der Mündung der Bairache in die Brandenberger Ache.
Die nach Johann von Österreich benannte Klause zur Holztrift wurde 1833 als Ersatz für die weiter nördlich in der Valepp liegende Kaiserklause in hölzerner Strebwerksbauweise erbaut. 1934/1935 wurde sie durch den Einsatz von Eisenbeton-Pfeilern verstärkt. Nachdem erneut der Ersatz von Holzteilen erforderlich wurde, erfolgte 1952/1953 ein Ausbau für eine Stauhöhe von 14 Metern. 1966 wurde sie außer Betrieb genommen. Ihre Funktionsweise wird in einem Ausstellungsraum im Museum Tiroler Bauernhöfe in Kramsach dokumentiert. Eine Dokumentation des Bayerischen Rundfunks zeigt die letzte Trift.
Von Deutschland ist die Erzherzog-Johann-Klause nur zu Fuß oder per Mountain-Bike von der Valepp oder von Wildbad Kreuth durch die Langenau zu erreichen. Von Süden her führt eine Forststraße von Brandenberg zur Klause. Um die Gaststätte stehen mehrere Nebengebäude sowie die vollständig mit Schindeln verkleidete Hubertuskapelle am Hang.
Im Herbst 2016 gab die Pächterin der Gaststätte das Gebäude an die Österreichischen Bundesforste zurück, da keine Einigung über eine Sanierung erzielt werden konnte. Die Gaststätte war danach zunächst geschlossen.
Ab Juni 2017 wurde die ehemalige Gaststätte als 'Nottankstelle' vom Verein Arbeitsmanufaktur SchwarzWeiss in Kufstein geführt, in den Jahren 2018 und 2019 gab es nur einen Notbetrieb.
Seit Mai 2020 ist die Gaststätte mit neuen Pächtern wieder geöffnet.